# Riksdagen 1720
Riksdagen 1720 ägde rum i Stockholm. Ständerna sammanträdde den 16 januari 1720. Lantmarskalk var Arvid Horn. Prästeståndets talman var ärkebiskop Mattias Steuchius. Borgarståndets talman var Jakob Bunge och bondestådets talman Jacob Ohlsson i Hästekälla. Riksdagen avslutades den 12 juli 1720.
Under riksdagen blev prins Fredrik den 24 mars vald till Sveriges kung i kraft av hans "betygade ömhet om fäderneslandet, stora kunskaper i krigssaker samt mångfaldiga andra härlige förmåner". Villkoren för att Fredrik skulle få kronan utgjordes av nya inskränkningar i kungamakten. Särskilt blev kungen hädanefter mera beroende av riksrådets majoritet vid ämbetsutnämningar. De nya bestämmelserna infördes i 1720 års regeringsform, en reviderad upplaga av 1719 års regeringsform som antogs av riksdagen den 2 maj. Den nya regeringsformen skulle i över ett halvt århundrade bli rättesnöret för Sveriges styrelsesätt, under den så kallade frihetstiden.
Bönderna ansåg sig dock vara tillbakasatta, särskilt därför att de var utestängda från den del av riksdagen där de viktigaste frågorna avgjordes, det sekreta utskottet, som under riksdagen i nästan högre grad än rådskammaren blev styrelsens egentliga säte. Utskottet behandlade nämligen alla hemliga ärenden som angick krig och fred, utrikespolitik och finansväsen samt "vad eljest tyst hållas bör". Lantmarskalken besvarade klagomålen från bondeståndets deputerade med att bönderna "intet gott kunde uträtta i Sekreta utskottet, ehuru god deras intention vara må, efter de intet kunna begripa de sakerne i sekreta utskottet". Detta förtydligade han med hänvisning till att många handlingar som behandlades av utskottet var skrivna på främmande språk. Bönderna förnyade dock sin anhållan om att få ingå i utskottet, "till att undvika våra hemmavarande medbröders hårda ansvar". Då fick bönderna av sekreta utskottet självt ett bestämt nej, vilket de besvarade med en kraftig protest å egna och hemmavarande medbröders vägnar.
Bönderna gjorde sedan en skriftlig framställning till borgarståndet om att kungamakten blivit alltför inskränkt genom regeringsmakten och borde återställas till vad den varit före enväldet, i Gustav II Adolfs och Karl X Gustavs dagar. Huruvida påstötningen till detta kommit från kung Fredrik är okänt. Han misstänktes dock för att ha haft ett finger med i spelet. Saken ansågs så pass delikat och allvarlig att Arvid Horn beslutade att förebygga faran genom att hastigt avbryta riksdagen, innan bondeståndet hunnit få något svar. De missnöjda bönderna kunde knappt förmås att infinna sig vid riksdagens högtidliga avslutning, och endast några få av dem lyckades man förmå att skriva under riksdagsbeslutet.

## Riksdagsmän
- Borgarståndets ledamöter vid riksdagen 1720

### Fotnoter
1. ↑  Grimberg, Carl. ”520 (Svenska folkets underbara öden / V. Karl XII:s tid från 1710 samt den äldre frihetstiden 1709-1739)”. runeberg.org. https://runeberg.org/sfubon/5/0536.html. Läst 13 maj 2021.
2. ↑  Grimberg, Carl. ”522 (Svenska folkets underbara öden / V. Karl XII:s tid från 1710 samt den äldre frihetstiden 1709-1739)”. runeberg.org. https://runeberg.org/sfubon/5/0538.html. Läst 13 maj 2021.
3. 1 2  Grimberg, Carl. ”523 (Svenska folkets underbara öden / V. Karl XII:s tid från 1710 samt den äldre frihetstiden 1709-1739)”. runeberg.org. https://runeberg.org/sfubon/5/0539.html. Läst 13 maj 2021.